# Flying Tigers (filme)
Flying Tigers (bra: Tigres Voadores) é um filme estadunidense de 1942, dos gêneros drama, ação e guerra, dirigido por David Miller para a Republic Pictures, com roteiro de Kenneth Gamet e Barry Trivers sobre a ação dos pilotos americanos mercenários durante a Segunda Guerra Sino-Japonesa.

## Elenco
- John Wayne...Capt. Jim Gordon
- John Carroll...Woodrow "Woody" Jason
- Anna Lee...Brooke Elliott
- Paul Kelly...Hap Smith - Piloto
- Gordon Jones..."Alabama" Smith
- Mae Clarke...Verna Bales
- Addison Richards...Coronel R.T. Lindsay
- Edmund MacDonald..."Blackie" Bales - Piloto
- Bill Shirley...Dale
- Tom Neal...Reardon - Piloto
- Malcolm 'Bud' McTaggart...McCurdy - Piloto

## Sinopse
Esquadrilha americana defende a população civil chinesa contra os bombardeios da força aérea japonesa às vésperas da entrada dos Estados Unidos na 2.ª Guerra Mundial.

## Prêmios e indicações
Óscar (1943)
- Indicado
  - Melhores efeitos visuais[2]
  - Melhor trilha sonora (Victor Young)[2]
  - Melhor fotografia branco e preto[2]
  - Melhor canção original[2]
  - Melhor edição de som[2]